# 赫利氏肢鰩
赫利氏肢鰩（學名：Cruriraja hulleyi），為軟骨魚綱鰩目吞鰩科肢鰩屬的一種，分布於東南大西洋納米比亞呂德里茨至南非東開普省海域，深度39至545公尺，體長可達58公分，棲息在大陸棚及大陸坡海域，為底棲性魚類，屬肉食性，卵生，卵鞘很小，呈花瓶狀，長度小於50 毫米，表面有粗條紋，尖端逐漸變細，向內彎曲，並具有細小的附著纖維，生活習性不明。